# むちゃぶり
むちゃぶり（無茶振り）とは、お笑いで用いられる「フリ」の一つ。一般的なお笑いの形式としては、相手の役柄を考慮したうえでそれに沿った「フリ」（笑いにつながるようなきっかけ）を与えることになるが、ここであえてその役柄設定を無視した対応困難な「フリ」を与え、相手がそれに動揺して素を露呈してしまっているところを笑いに転化するのがむちゃぶりである。